# Pericyma mendax
Pericyma mendax là một loài bướm đêm trong họ Erebidae.